# Villa d'Elboeuf
La Villa d'Elboeuf es una antigua residencia aristocrática y luego real situada en Portici, a pocos kilómetros al sureste de Nápoles. Fue construida a inicios del siglo XVIII en las orillas del puerto del Granatello de la citada población por el aristócrata francés Emmanuel Mauricio de Lorena, príncipe de Elbeuf. Fue luego adquirida por el rey Carlos VII de Nápoles y se convirtió en un anexo del mayor y más lujoso Palacio Real de Portici.
Con la construcción del ferrocarril Nápoles-Portici en 1839 la villa se vio separada de su jardín trasero. Vendida por la Casa de Saboya en 1865 la villa inició entonces un largo proceso de cambios de uso y decaimiento y en la actualidad se encuentra en un estado ruinoso. En 1971 se inscribió en el registro de villas del Miglio d'oro de la fundación Ente Ville Vesuviane.

## Historia

### La villa aristocrática (1709-1742)
Tras la toma por parte de los austriacos del virreinato de Nápoles en 1707 durante la guerra de sucesión española, el aristócrata francés al servicio del ejército austriaco, Emmanuel Mauricio de Lorena, príncipe de Elbeuf, se instaló en la ciudad. 
En 1709 el príncipe obtuvo el usufructo de parte de un monasterio de alcantarinos situado en el puerto del Granatello de Portici y en 1711 toda propiedad después de pagar la construcción de un nuevo monasterio. La construcción de la Villa d'Elboeuf se realizó entre 1711 y 1713 por Ferdinando Sanfelice y Cristoforo Schor, quienes aprovecharon una edificación conventual anterior. El edificio resultante era un bloque alargado y estrecho situado entre el mar y la propiedad del convento.
A raíz de la construcción de la villa, en 1710 se descubrieron los restos de la antigua ciudad romana de Herculano, pero el descubrimiento oficial no sería hasta 1738 por Roque Joaquín de Alcubierre durante la construcción del cercano Palacio Real de Portici. Las antigüedades sirvieron para adornar la villa, al contrario que las descubiertas a partir de 1738 destinadas a constituir el Museo Ercolanese. Otras antigüedades fueron además regaladas a personalidades extranjeras, como el príncipe Eugenio de Saboya, que las usó para decorar su palacio del Belvedere o a Luis XV con el objetivo de conseguir revertir el destierro del príncipe de Elbeuf.
Con la firma del Tratado de Rastatt en 1716, el príncipe pudo volver a sus posesiones de Elbeuf en Francia y cedió la villa a Giacinto Falletti Arcadi, marqués de Bossia y duque de Cannalonga, cuya principal contribución a la propiedad fue transformar los huertos traseros y anexos al monasterio en un precioso jardín adornado con plantas exóticas.

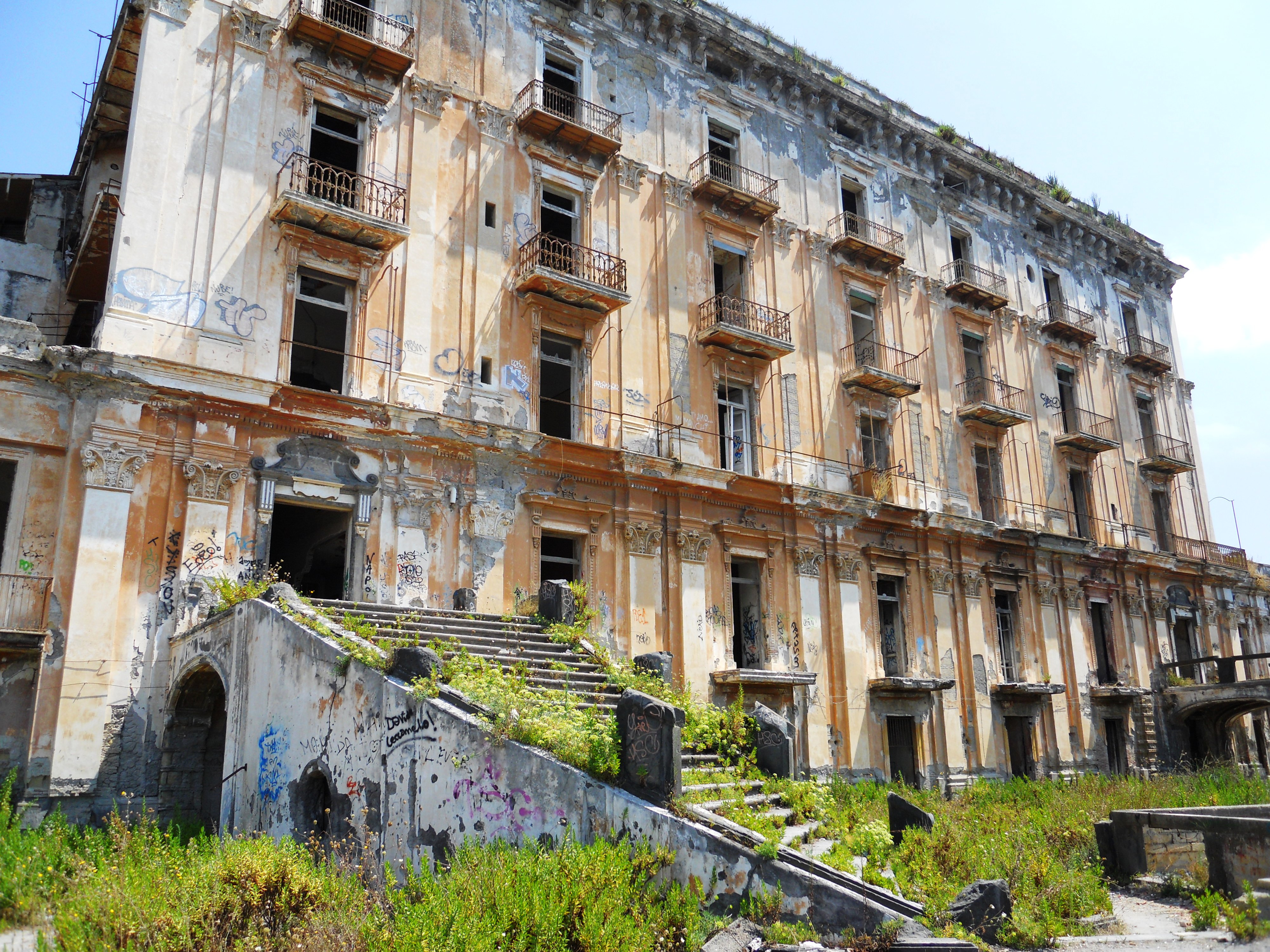
Fachada de la villa en 2011, después de las alteraciones durante el.

### La villa real (1742-1865)
Según la tradición, fue en esta propiedad del duque de Cannalonga donde el rey Carlos VII y su esposa María Amalia de Sajonia tuvieron que refugiarse en 1737 cuando estalló una tormenta mientras pescaban. Fue a partir de esa visita que el monarca decidió construir el Palacio Real de Portici y empezar a adquirir diversas propiedades circundantes, entre ellas la propia villa d'Elboeuf, comprada en septiembre de 1742 junto con "177 bustos de mármol, gran número de columnas, estatuas y mármoles antiguos, todos ellos descubiertos en Herculano".

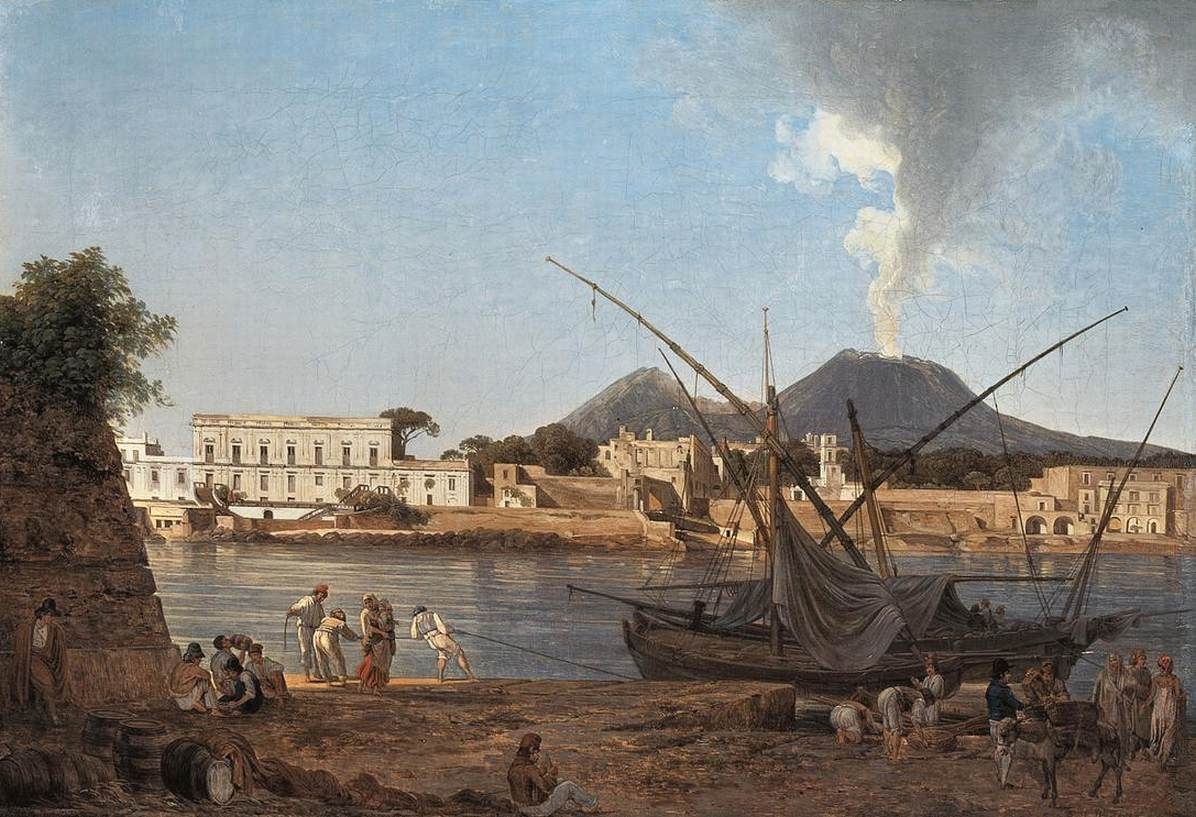
La villa y el puerto del Granatello en 1818, según Joseph Rebell.

La villa se convirtió entonces en el anexo marítimo del Real Sitio de Portici (se construyó un puente que conectaba ambos jardines) donde el monarca y la corte podían tomar el barco para ir y volver de Nápoles. Sin embargo, también era un espacio de recreo donde el rey podía dedicarse a su afición de pescar. A tal efecto de crearon las peschiere reali en la terraza de la villa, una especie de cisternas artificiales que se llenaban de agua de mar y donde Carlos VII podía pescar en calma. También se prohibió la pesca en todo el puerto del Granatello.
Durante el breve decenio francés, si bien no hubo transformaciones notables, sí que fue importante la construcción en 1813 de un exquisito pabellón dórico a ras de playa para que la reina Carolina Murat pudiera bañarse. Entre 1814 y 1815 se transformó la terraza de la villa y las antiguas peschiere reali en un jardín inglés.

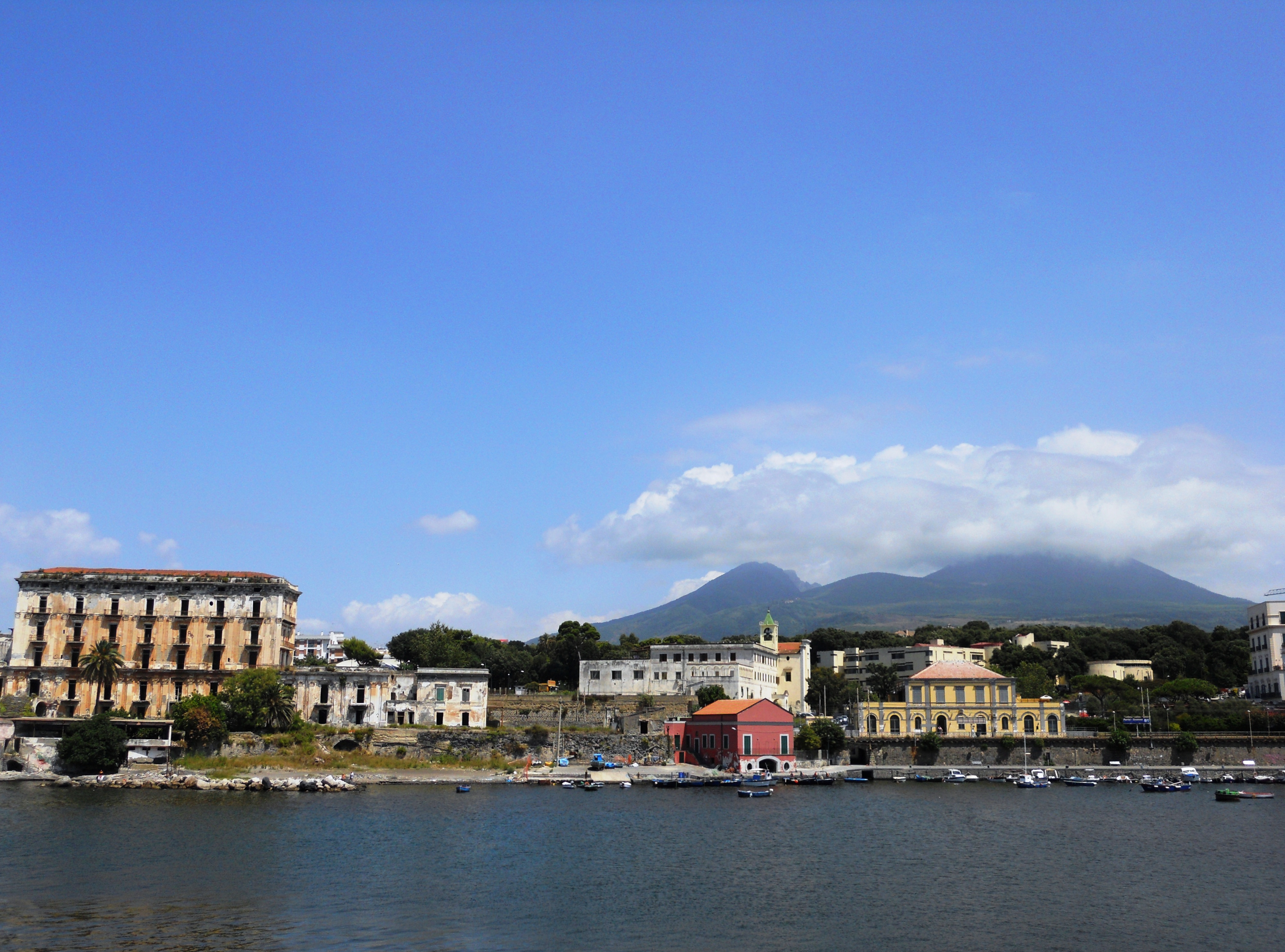
El puerto del Granatello en 2011, con la Villa d'Elboeuf (izquierda), el convento (centro) y la estación ferroviaria (derecha).

La Villa d'Elboeuf vivió un progresivo olvido tras la restauración de los Borbones en 1815. En 1839, la construcción del ferrocarril Nápoles-Portici vino a separar la villa de su jardín trasero, dejando al edificio aislado al lado de la playa. Los últimos fastos en la villa tuvieron lugar en septiembre de 1849, cuando el papa Pío IX desembarcó en la villa para trasladarse al palacio de Portici, donde residió hasta abril de 1850. Su retorno, sin embargo, se hizo en tren, partiendo de la cercana estación del Granatello. A partir de 1854, Fernando II y su familia centraron su interés en la vecina Villa Favorita de Ercolano en detrimento del Real Sitio de Portici.

### La villa en manos privadas y el deterioro (1865-2019)
La villa pasó a manos de la Casa de Saboya después de la caída del reino de las Dos Sicilias en 1860. Del mismo modo que el palacio de Portici o la Villa Favorita, la Villa d'Elboeuf también fue desmantelada, siendo vendida en 1865 a la familia Bruno. En 1882, parte de la villa se transformó en un establecimiento de baños y se construyó un bloque de 24 vestidores en la playa en forma de semicírculo. En 1927 la villa acogió al rey Vittorio Emanuele III durante su visita a las excavaciones de Herculano. A partir de 1959 la villa fue transformada en hotel y apartamentos y se añadieron dos pisos a la construcción original. Desde 1971 forma parte del registro de villas del Miglio d'oro de la fundación Ente Ville Vesuviane.

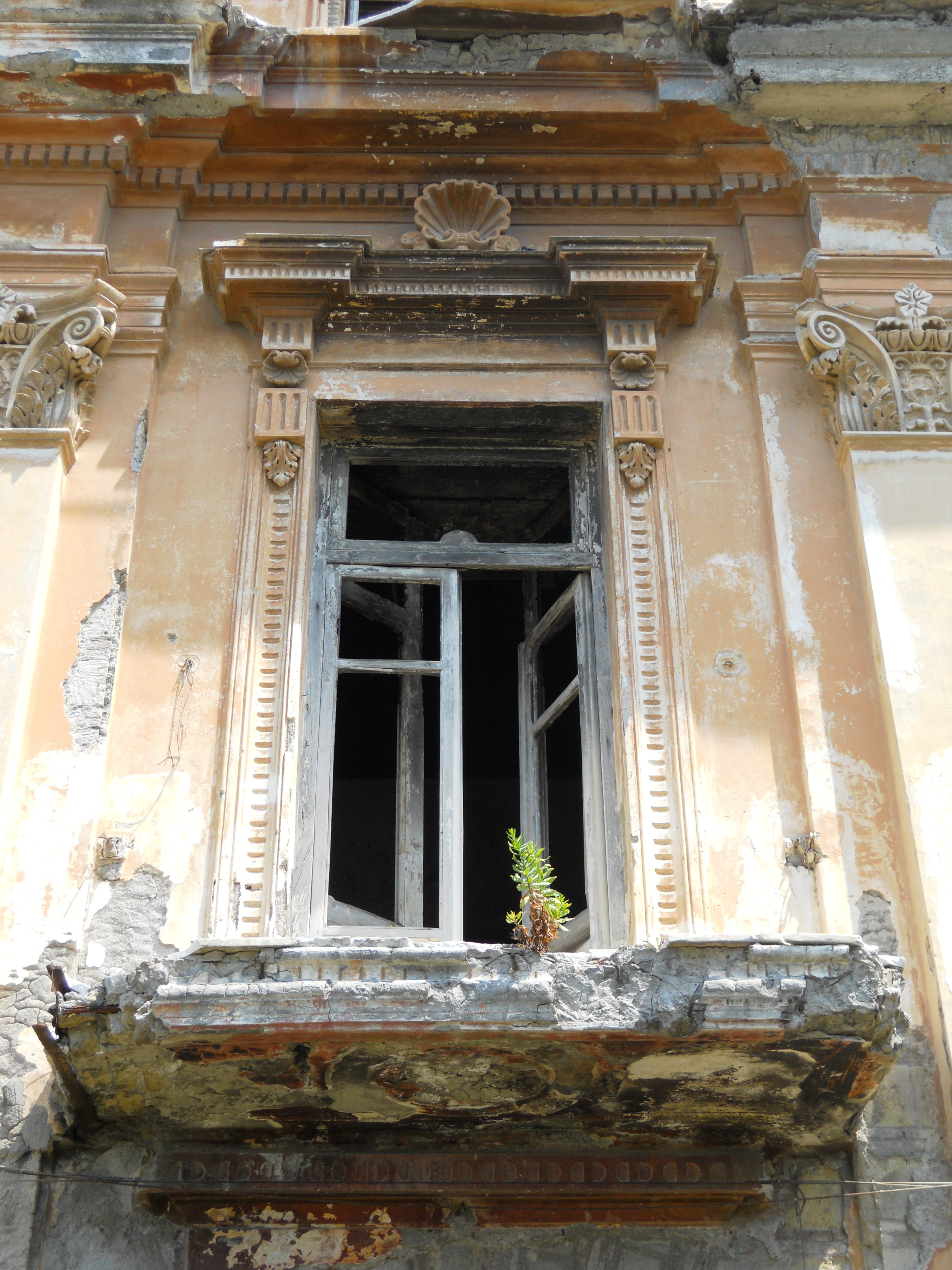
Detalle de los elaborados ventanales barrocos, con restos del incendio de 2008.

Actualmente se encuentra en estado ruinoso, habiéndose perdido las techumbres, tabiquerías y las balaustradas de mármol de las escalinatas exteriores. Los últimos habitantes fueron desalojados a mediados de los años 90 por orden del ayuntamiento, pero nada se hizo para preservar el edificio, que en 2008 sufrió un incendio. En 2013 fue adquirida por un grupo de inversores por 4 millones de euros y en 2014 parte de un muro se desplomó encima de la línea férrea, obligando a cortar la circulación durante un año.